# Sheep Springs (Novo México)
Sheep Springs é uma Região censo-designada localizada no estado americano de Novo México, no Condado de San Juan.

## Demografia
Segundo o censo americano de 2000, a sua população era de 237 habitantes.

## Geografia
De acordo com o United States Census Bureau tem uma área de 15,4 km², dos quais 15,4 km² cobertos por terra e 0,0 km² cobertos por água. Sheep Springs localiza-se a aproximadamente 1797 m acima do nível do mar.

## Localidades na vizinhança
O diagrama seguinte representa as localidades num raio de 36 km ao redor de Sheep Springs.